# Yann Crepin
Yann Crepin (Rennes, 2 de noviembre de 1971) es un músico y compositor francés.

## Biografía y carrera artística

### Primeros años
Creció en el departamento de Ille-et-Vilaine, Francia.
Pasó sus estudios escolares en Rennes. Tras obtener una medalla en su clase de flauta travesera en el Conservatorio de Rennes, continuó sus estudios con una profesora del Conservatorio de París, Ida Ribeira, quien le presentó al famoso pianista de concierto Jean-Pierre Rampal. Finalmente, se dedicó a aprender y practicar el piano.

### Carrera
Su primer álbum, La Déclaration, fue lanzado en 2016 por Coop Breizh, después de actuar con la Orquesta Sinfónica de Bretaña, bajo la dirección de Grant Liewellyn. En noviembre de 2018, lanzó su segundo álbum Mise à nu, convirtiéndose su música en la música oficial de Air France.
Compuso la música para la obra y película Viviane de Mélanie Leray.
En 2019, Yann Crepin actuó en varios escenarios de Bretaña, en particular en el Archipel de Fouesnant, en el Phare de Bénodet, en el evento Bol d’air Connecting people, en el espacio G-SPOT de París, en la Chapelle Bleue de Ploërmel y en el Festival de Cornouaille de Quimper. 
En otoño de 2019, la cantante Battista Acquaviva, revelada en el programa La voz, anunció su colaboración oficial con Yann, interpretarán «Poussière d'étoiles» en el escenario de Bastia.
Su tercer álbum, L’Éveil, fue lanzado en noviembre de 2021 e incluye 16 canciones.
En junio de 2022, actuó en el Carrousel du Louvre en París ante el embajador chino y luego actuará en el Archipel de Fouesnant en Finisterre en enero de 2023.

## Discografía

### Álbumes
- 2016: La déclaration
- 2018: Mise à nu
- 2021: L’Éveil